# آندره دورن

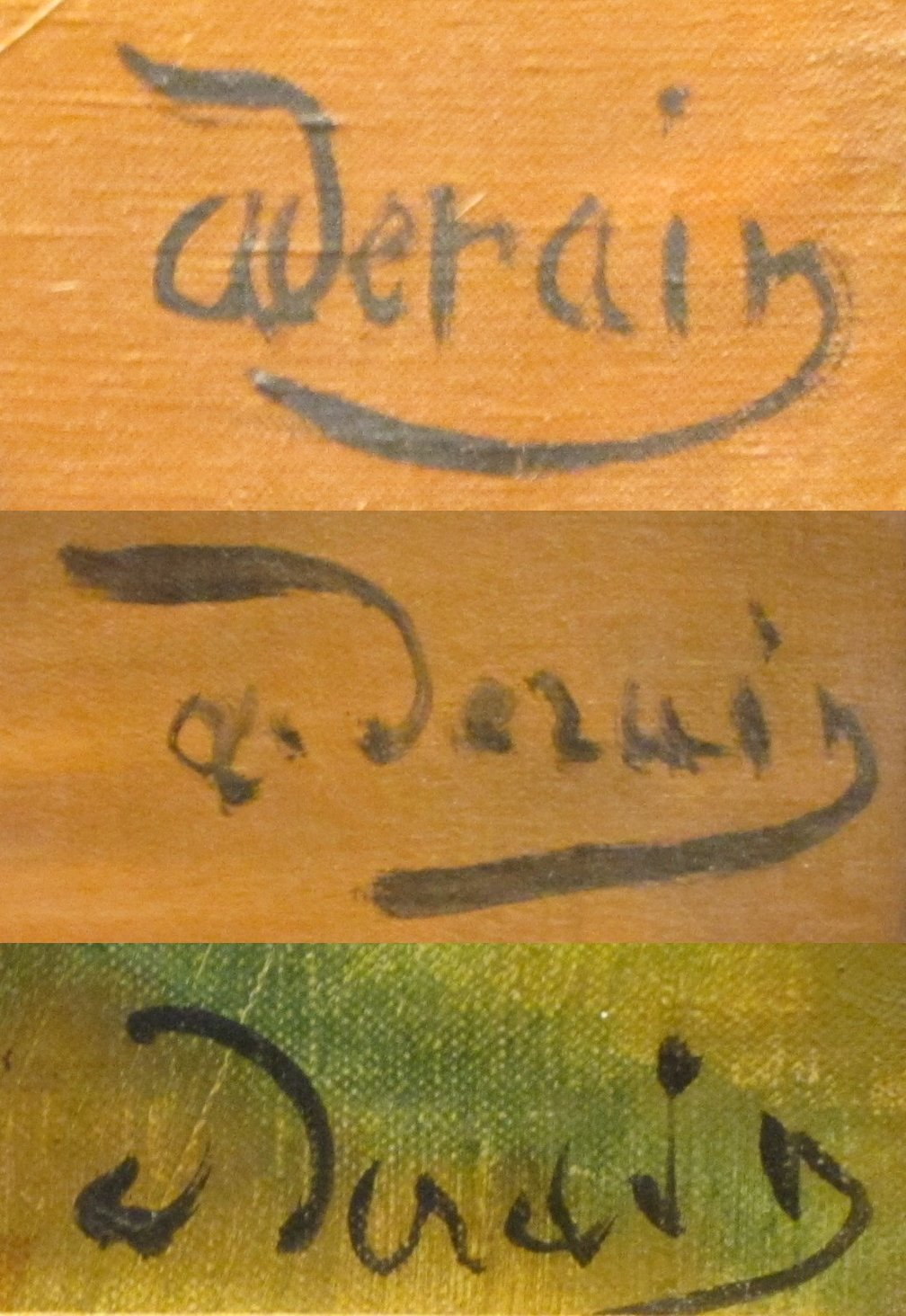
نمونه‌هایی از امضاهای دورن

آندره دورن (به فرانسوی: André Derain) (۱۰ ژوئن ۱۸۸۰ — ۸ سپتامبر ۱۹۵۴) نقاش، تندیسگر و طراح صحنه فرانسوی و از رهبران جنبش فوویسم بود.

## سبک

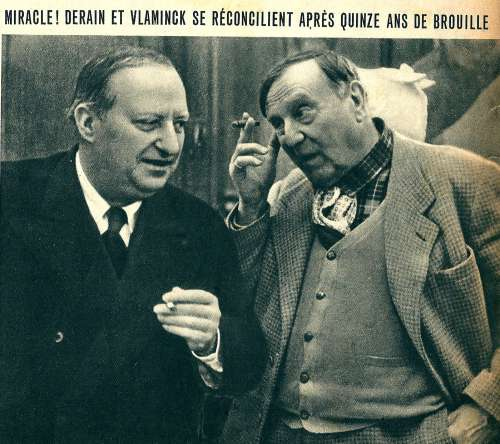
آندره دورن در کنار دوستش

آندره دورن از ۱۹۰۵ تا ۱۹۰۸ یکی از نمایندگاه برجسته جنبش فوویسم بود (با هانری ماتیس و موریس دو ولامینک). او مانند دیگر هنرمندان این سبک به کشیدن چشم‌انداز و پیکر پرداخته و در آثار خود از رنگ‌های خالص همراه با ضربه‌های شکسته قلم‌مو استفاده می‌کرد.
دورن در سال ۱۹۰۸ در حالی که تحت تأثیر نقاش سبک پسادریافتگری، پل سزان بود، فوویسم را رها کرد. چندین سال نیز در سبک کوبیسم نقاشی می‌کرد. اما از سال ۱۹۲۰، برهنه‌نگاری‌ها، تک‌چهره‌ها و نقاشی‌های او از طبیعت بی‌جان به‌گونه فزاینده‌ای بازتاب‌دهنده سبک نوکلاسیک گردیدند و آن ویژگی‌هایی که آثار نخستین او را متمایز می‌کردند، از آثارش حذف شدند. اگرچه شیوه محافظه‌کارانه او برایش موفقیت مالی به بار آورد، پس از دهه ۱۹۲۰ تغییری در سبکش رخ نداد.